# Rocchetta Belbo
Rocchetta Belbo (Rochëtta an Belb in piemontese) è un comune italiano di 155 abitanti della provincia di Cuneo in Piemonte.

## Storia

### Simboli
Lo stemma e il gonfalone sono stati concessi con decreto del presidente della Repubblica del 16 luglio 1996.
Lo stemma si può blasonare: partito: il primo, troncato da una fascia d'oro: a) d'azzurro, al grappolo d'uva di porpora, munito del tralcio, posto in fascia, e pampinoso di due, di verde; b) di rosso, a sette spighe di grano d'oro, impugnate e legate dello stesso; il secondo, di verde, al leone d'oro. Ornamenti esteriori da Comune.
Il gonfalone è un drappo partito di verde e di rosso.

## Società

### Evoluzione demografica
Abitanti censiti

## Amministrazione
Di seguito è presentata una tabella relativa alle amministrazioni che si sono succedute in questo comune.
| Periodo        | Periodo        | Primo cittadino | Partito                  | Carica  | Note  |
| -------------- | -------------- | --------------- | ------------------------ | ------- | ----- |
| 14 giugno 1985 | 23 maggio 1990 | Ferdinando Bona | Democrazia Cristiana     | Sindaco | [ 6 ] |
| 23 maggio 1990 | 24 aprile 1995 | Ferdinando Bona | lista civica             | Sindaco | [ 6 ] |
| 24 aprile 1995 | 14 giugno 1999 | Claudio Bona    | -                        | Sindaco | [ 6 ] |
| 14 giugno 1999 | 14 giugno 2004 | Claudio Bona    | -                        | Sindaco | [ 6 ] |
| 14 giugno 2004 | 8 giugno 2009  | Alberto Birello | lista civica             | Sindaco | [ 6 ] |
| 8 giugno 2009  | 26 maggio 2014 | Alessandro Pio  | lista civica             | Sindaco | [ 6 ] |
| 26 maggio 2014 | in carica      | Valter Sandri   | lista civica: la campana | Sindaco | [ 6 ] |

### Altre informazioni amministrative
Il comune faceva parte della comunità montana Alta Langa e Langa delle Valli Bormida e Uzzone e fa attualmente parte dell'Unione Montana Alta Langa.